# Erythrina smithiana
Erythrina smithiana là một loài thực vật có hoa trong họ Đậu. Loài này được Krukoff miêu tả khoa học đầu tiên.